# Xã Valley, Quận Cleburne, Arkansas
Xã Valley (tiếng Anh: Valley Township) là một xã thuộc quận Cleburne, tiểu bang Arkansas, Hoa Kỳ. Năm 2010, dân số của xã này là 621 người.